# Lữ đoàn Dù 1 (Nhật Bản)
Lữ đoàn Dù 1 (tiếng Nhật: 第1空挺団 (Đệ Nhất Không đĩnh Đoàn) Dai-Ichi Kūtei Dan), còn được gọi là Không Đĩnh Đoàn Nagashino (tiếng Nhật: 習志野空挺団 (Tập Chí Dã Không đĩnh Đoàn)), đóng tại Doanh trại Narashino của Lực lượng Phòng vệ Mặt đất Nhật Bản (JGSDF) ở Funabashi, tỉnh Chiba.
Lữ đoàn đóng vai trò là đơn vị lính dù tinh nhuệ của Nhật Bản nhằm chống lại quân du kích hoặc lực lượng đặc nhiệm của đối phương. Kể từ năm 1999, Lữ đoàn có Dụ Đạo Đội (tiếng Nhật: 誘導隊), đóng vai trò là đơn vị NEO (Hoạt động Di tản Phi chiến đấu). Hiện tại, Lữ đoàn đang gắn bó với các hoạt động bảo vệ quê hương và chiến đấu quốc tế thuộc Lục thượng Tổng đội của JGSDF tiếng Nhật: 陸上総隊 (trước đây thuộc Tập đoàn Tức ưng Trung ương).

## Lịch sử

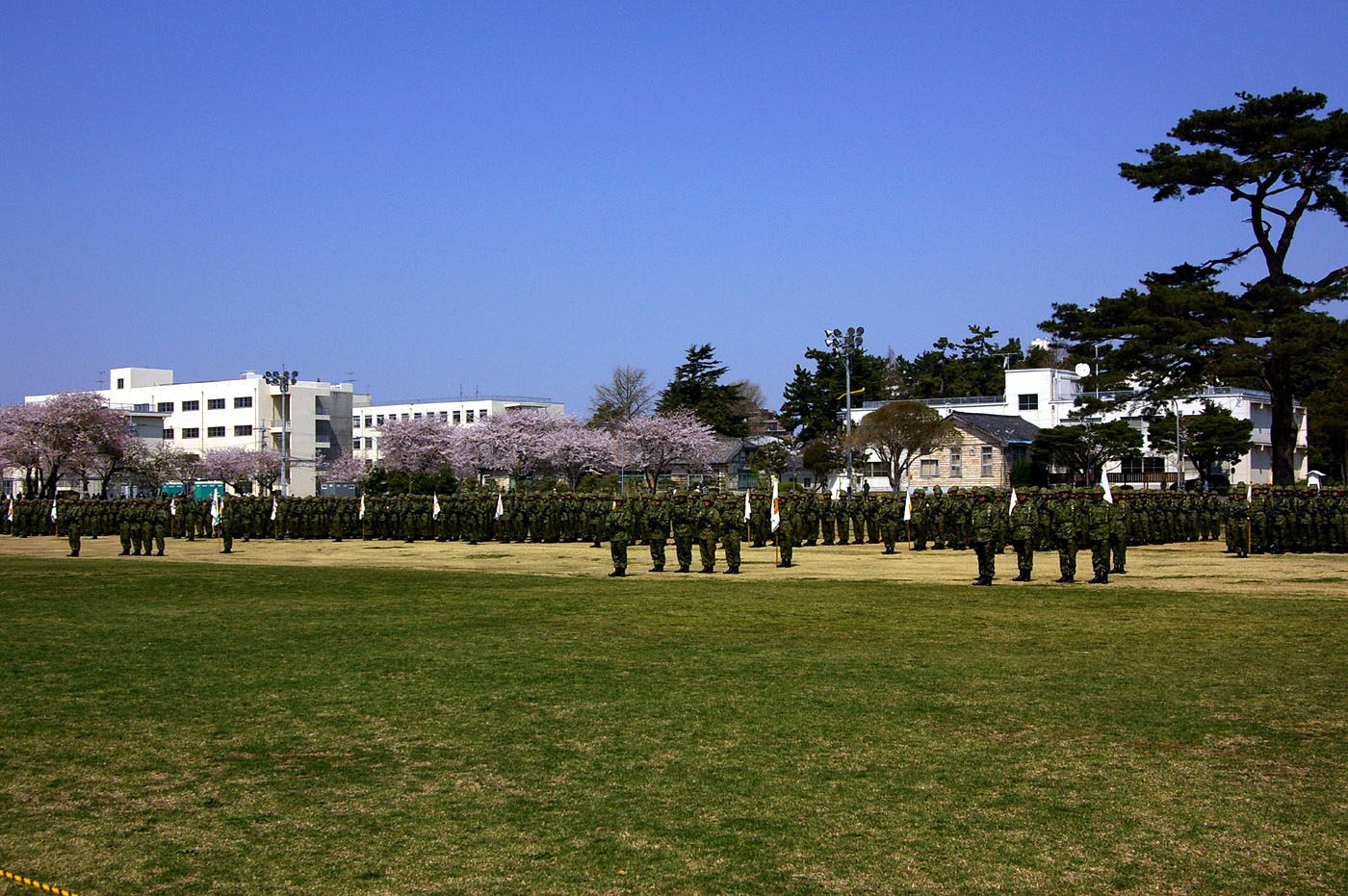
Lính dù của Lữ đoàn 1 trong khuôn viên Doanh trại Narashino.

Năm 1958, trung đội đầu tiên của Lữ đoàn thành lập, sau khi ông Kinugasa Hayao được chỉ định làm chỉ huy đầu tiên của đơn vị. Lực lượng tiếp tục tăng số lượng khi đơn vị bổ sung các khóa huấn luyện cảnh binh và nhảy dù tự do trong những năm 1962 ~ 1969. Một đơn vị vận tải vũ trang bổ sung thêm cũng được thành lập năm 1973.
Năm 1985, Lữ đoàn Dù 1 đã tham gia vào hoạt động cứu hộ Chuyến bay 123 của Japan Airlines bị rơi ở sườn núi Takamagahara thuộc tỉnh Gunma, sau khi lực lượng cứu hỏa tình nguyện địa phương tìm thấy một số người sống sót, vụ việc này đánh dấu lần đầu tiên Lữ đoàn xuất hiện trước quần chúng. Sau đó, Lữ đoàn cũng tổ chức triển khai ở tỉnh Yamanashi cho các hoạt động dân sự và nhất là sau trận đại động đất Hanshin-Awaji năm 1995.
Dụ Đạo Đội được thành lập vào ngày 20 tháng 10 năm 1999, có trụ sở tại Funabashi, Chiba. Năm 2000, Lữ đoàn tiến hành chuẩn bị lập thêm một đơn vị lực lượng đặc biệt mới. Năm 2003, khuôn khổ của Nhóm Tác chiến Đặc biệt được thành lập, như một đơn vị chống du kích/khủng bố, nằm trong tổ chức của Lữ đoàn, nhưng rồi tách khỏi Lữ đoàn trong năm 2004 và đặt dưới sự kiểm soát của Cơ quan Quốc phòng thông qua JGSDF, giống như hầu hết các đơn vị lực lượng đặc biệt khác của JSDF.
Những người lính của Lữ đoàn đã tham gia vào chiến sự tại Iraq, khi mà đơn vị luân chuyển nhân sự mặt đất như một phần trong cam kết của chính phủ Nhật Bản đối với Iraq. Họ được rút đi cùng với phần lớn Nhóm Hỗ trợ Tái thiết Iraq của Nhật Bản vào giữa năm 2006. Lữ đoàn được bổ sung vào Tập đoàn Tức ưng Trung ương vào ngày 28 tháng 3 năm 2007.
Ngày 9 tháng 10 năm 2006, các thành viên của Lực lượng Vệ binh Quốc gia Oregon đã hỗ trợ binh sĩ Lữ đoàn Dù 1 thành lập trường bắn tỉa, nhằm đào tạo thế hệ lính bắn tỉa có kĩ năng cao đầu tiên của đơn vị trong thời kì Orient Shield '07 (các cuộc tập trận thường niên giữa JGSDF và Lục quân Hoa Kỳ).
Vào tháng 3 năm 2018, lữ đoàn được hợp nhất vào Lục thượng Tổng đội sau khi Tập đoàn Tức ưng Trung ương bị giải thể.
Ngày 4 tháng 3 năm 2020, lữ đoàn tuyển Trung sĩ Hashiba Reina, nữ lính dù đầu tiên thành công vượt qua quá trình tuyển quân.
Do đợt bùng phát COVID-19 đang diễn ra ở Nhật Bản, lữ đoàn đã tiến hành các biện pháp bảo vệ, bằng cách cho lính dù của mình đeo khẩu trang và hạn chế khán giả trong cuộc tập trận đầu tiên vào ngày 13 tháng 1 năm 2021.

### Bê bối

#### Xử lí súng đạn
Năm 1994, Đại tá Hideshima Yasunobu bị cảnh sát quân sự JGSDF bắt do vi phạm Luật Lực lượng Phòng vệ và Luật Kiểm soát Súng gươm khi thực hiện hành vi cho phép ba người bạn của mình sử dụng súng JGSDF mà không được phép trước. Trung tá Amano Yoshiharu và Suzuki Michihiko đã bị đình chỉ công tác trong 20 ngày do tội bỏ bê nhiệm vụ.

#### Chiến tranh Iraq
Một vụ bê bối khác xuất hiện trong nội bộ đơn vị, khi một lính dù 38 tuổi của Lữ đoàn Dù số 1 bị bắt tại Inzai, tỉnh Chiba vì tội ăn cắp. Anh thừa nhận với các sĩ quan rằng mình làm điều đó để chứng tỏ rằng anh ta nghiêm túc trong nỗ lực tránh bị triển khai đến Iraq. Khi các quan chức JGSDF nghe về điều này, họ nói với báo chí rằng phải cần có sự đồng ý của tất cả các quân nhân cũng như người thân. Nếu không thì đơn vị cũng sẽ không được triển khai. Việc triển khai quân tại Iraq này đã gây ra tranh cãi trên cả nước Nhật, và một tinh thần đồng thuận công khai mới là cần thiết để quân đội có thể phát triển vai trò, cấu trúc hiện đại.

##### Tấn công
Một lính dù của lữ đoàn đã bị kỉ luật vì mang bật lửa vào kí túc xá ở Doanh trại Narashino, khi vật này đã dùng để đốt cháy chân hai người đàn em khác của anh ta.

## Yêu cầu
Trước khi gia nhập Lữ đoàn Dù 1, tất cả các ứng viên tiềm năng phải có khả năng vượt qua các yêu cầu sau:
- Tham gia Lữ đoàn trên hoặc dưới 28 tuổi nếu là tân binh; nếu không thì Hạ sĩ quan (thường là Trung sĩ) phải tham gia trên hoặc dưới 36 tuổi.
- Có cân nặng và chiều cao tiêu chuẩn là 49 kg và 161 cm, với số đo vòng ngực cần là 78,5 cm.
- Dung tích phổi tối thiểu 3.200 cm3 trở lên.
- Không có tiền án tiền sự.
- Có những điểm sau từ thời gian phục vụ trong JGSDF:
  - Học vấn từ 5 lớp trở lên, phương pháp thứ nhất trên mắt khác nhau tối thiểu 45 điểm.
  - Hệ thống máy bay đã được trên mỗi tối thiểu 60 điểm của 5 mục như hệ thống treo dừng nhảy từ máy bay.
- Phải có khả năng nâng vật nặng 30 kg trở xuống trong 50 giây.
- Huyết áp phải ở mức 140mmHg ~ 100mmHg và 90mmHg đối với ứng viên từ 34 tuổi trở xuống.

### Trình độ cảnh binh
Lính dù 1AB nhận được chứng chỉ cảnh binh trong một phần đào tạo của họ. Huy hiệu Cảnh binh rất được các người lính Lực lượng Phòng vệ tại ngũ săn lùng.

## Tổ chức
Cơ cấu của lữ đoàn như sau:
- Trụ sở Lữ đoàn, ở Funabashi
- Đại đội Trụ sở
- Đại đội Tín hiệu
- Tiểu đoàn Bộ binh dù 1
- Tiểu đoàn Bộ binh dù 2
- Tiểu đoàn Bộ binh dù 3

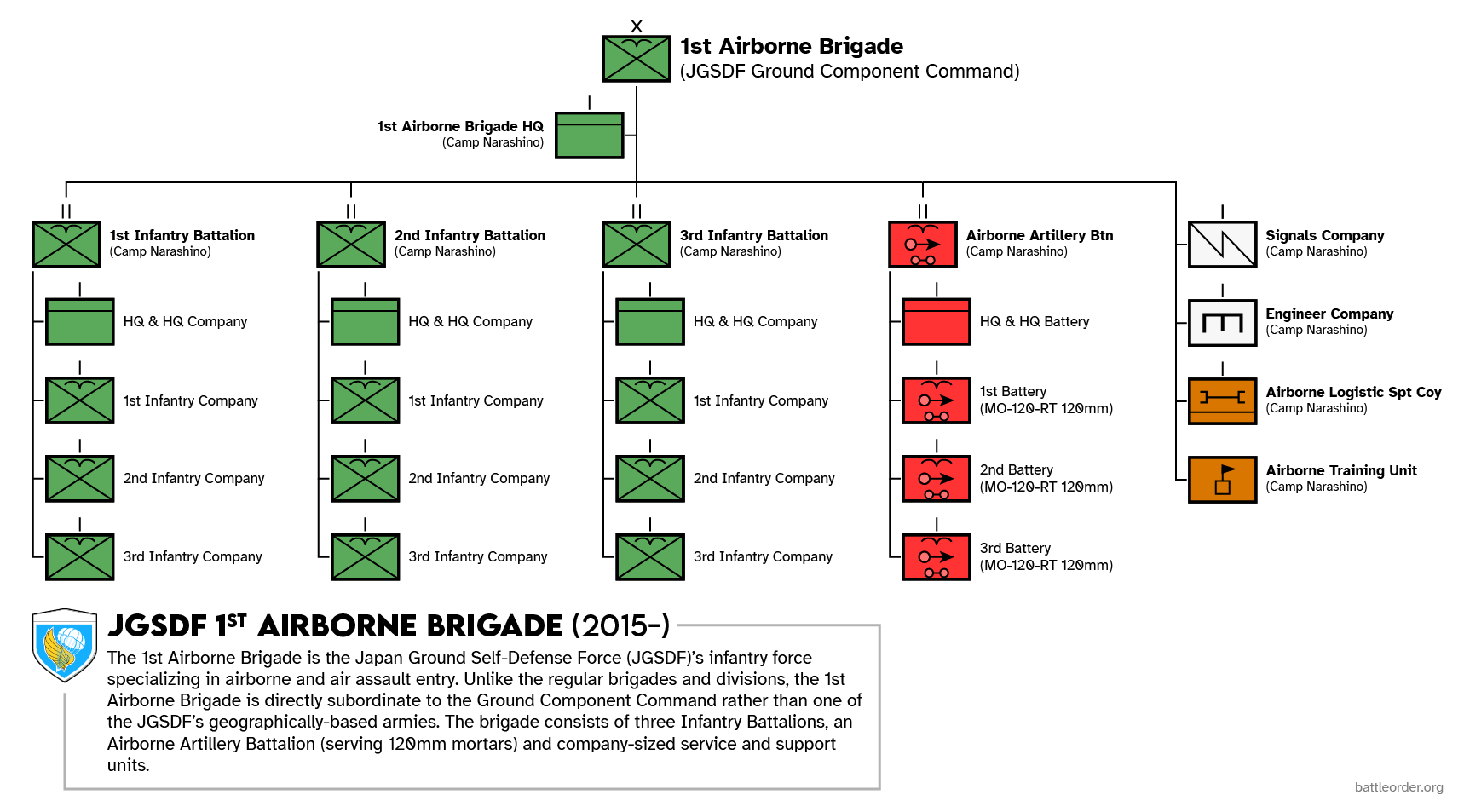
Tổ chức Lữ đoàn Dù 1 của JGSDF

- Tiểu đoàn Pháo binh dù (3 khẩu đội với súng cối F1 120 li)
- Tiểu đoàn Hỗ trợ hậu cần trên không
- Đại đội Kĩ thuật
- Trường Nhảy dù

## Vũ khí

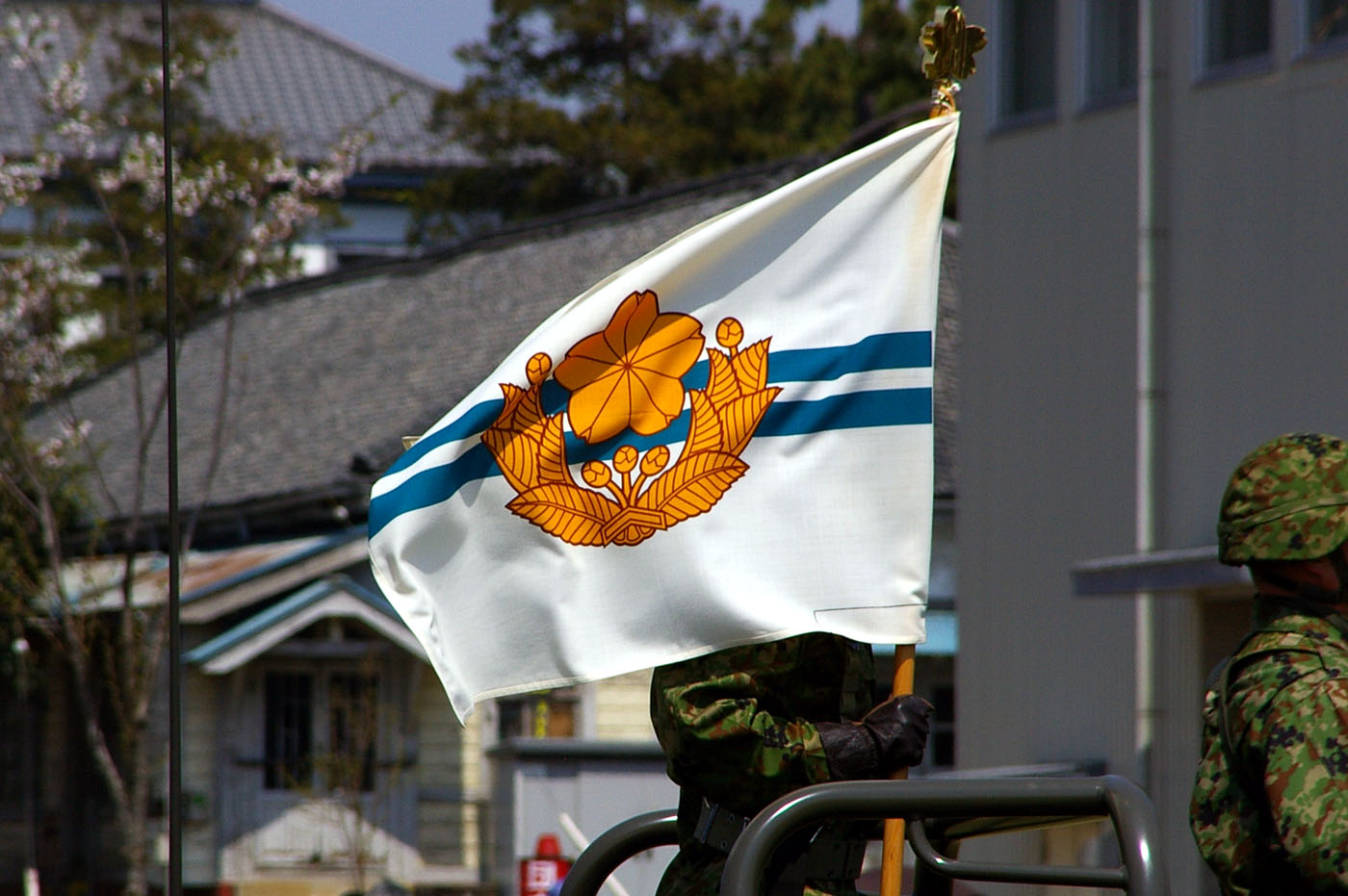
Cờ tiểu đoàn của Lữ đoàn Dù 1 JGSDF.

Vũ khí của lữ đoàn là những loại tiêu chuẩn của JGSDF, bao gồm:
- Súng trường Howa Shiki 89-F
- Súng lục SIG Sauer P220
- Tiểu liên Minebea PM-9
- Súng bắn tỉa Remington M24
- Súng máy hạng nhẹ Sumitomo Heavy Industries M249
- Tên lửa đối không vác vai Toshiba Type 91
- Kawasaki Type 01 LMAT, tên lửa chống tăng cơ động phóng-quên

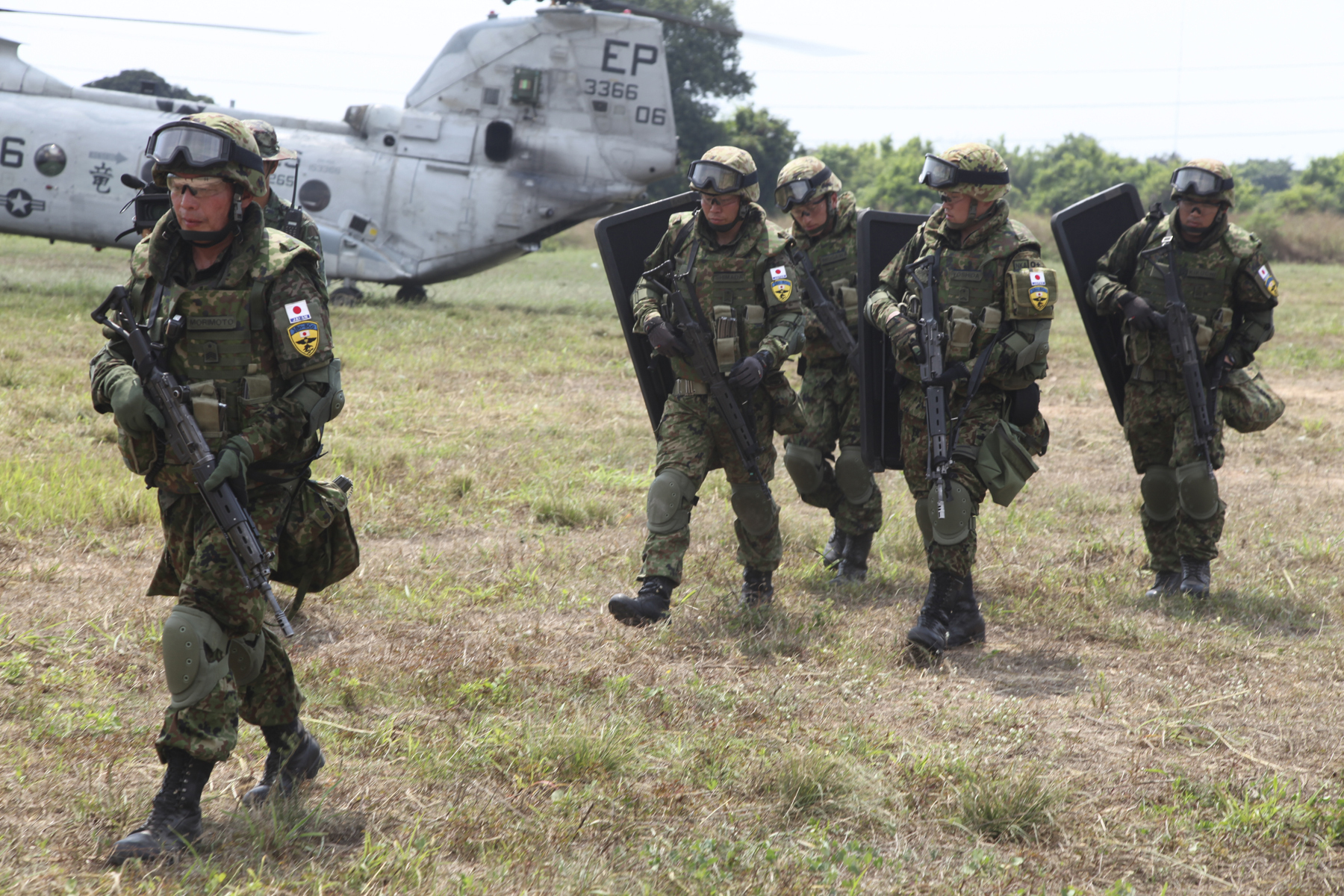
Binh sĩ Lữ đoàn Dù 1 tham gia cuộc tập trận Cobra Gold (2012)

## Triển khai

### Địa phương
Lính dù của Lữ đoàn Dù 1 chỉ được nhìn thấy hoạt động thông qua các cuộc triển lãm năm mới hàng năm của JSDF ở Narashino.

### Hải ngoại
170 lính dù đã được gửi đến Samawah, Iraq như một phần trong cam kết của JGSDF đối với nỗ lực quốc tế. Công tác huấn luyện được tiến hành trong thời gian ngắn, trong cuộc tập trận chung với các binh sĩ Mỹ thuộc Tiểu đoàn 2 Vệ binh Quốc gia Oregon, Trung đoàn Bộ binh 162. Tất cả đều đã rút lui sau khi cam kết của Nhật Bản tại Iraq kết thúc.

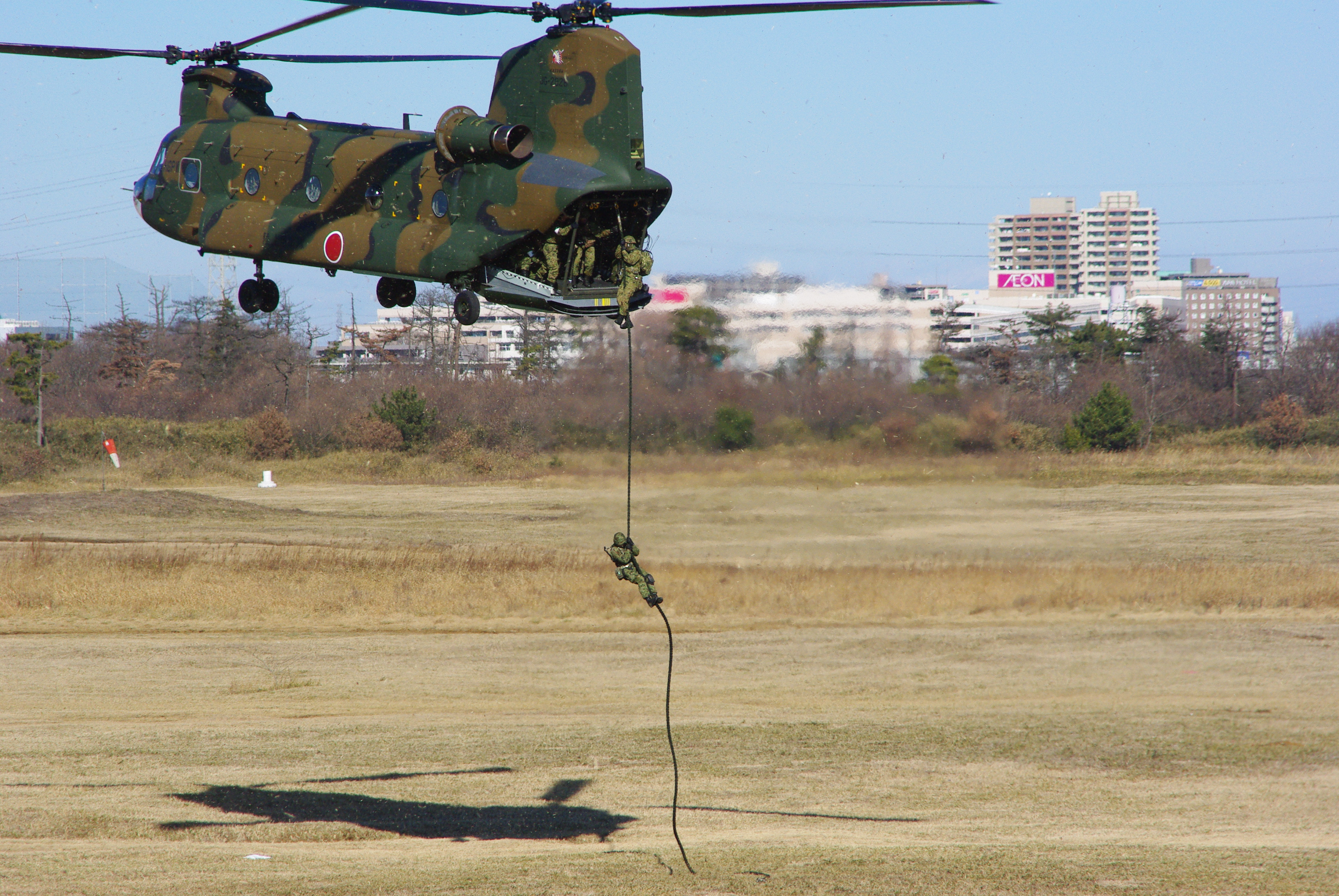
Lữ đoàn Dù 1 đu dây xuống từ trực thăng Kawasaki CH-47, trong cuộc triển lãm công khai tại Doanh trại Narashino.

## Quân nhân nổi tiếng
- Saitō Akihiko[18]
- Itagaki Keisuke[19]
- Hideshima Yasunobu[13]
- Morioka Nakamura